# 索姆耶夫尔
索姆耶夫尔（法語：Somme-Yèvre，法語發音：[sɔm jɛvʁ]）是法国马恩省的一个市镇，属于香槟沙隆区。

## 地理
索姆耶夫尔（48°57'4"N, 4°45'36"E）面积21.57 平方千米，位于法国大東部大區马恩省，该省份为法国东北部内陆省份，北起阿登省，西北接埃纳省，西南接塞纳-马恩省，南至奥布省，东南接上马恩省，东临默兹省。
与索姆耶夫尔接壤的市镇（或旧市镇、城区）包括：多马坦-瓦里蒙、比西勒勒波、孔托、埃尔蓬、穆瓦夫尔、努瓦尔略。

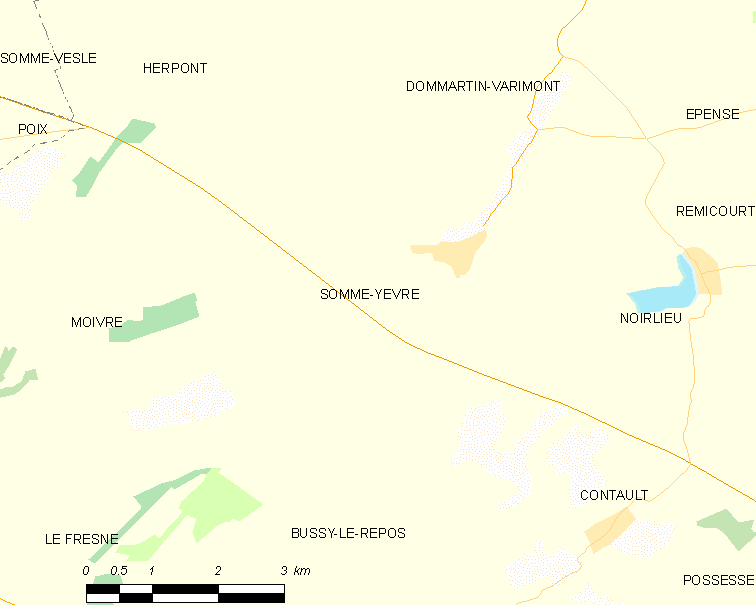
索姆耶夫尔的OSM定位图

索姆耶夫尔的时区为UTC+01:00、UTC+02:00（夏令时）。

## 行政
索姆耶夫尔的邮政编码为51330，INSEE市镇编码为51549。

## 政治
索姆耶夫尔所属的省级选区为阿戈讷-叙普-韦勒县。

## 人口

1962-2008年间索姆耶夫尔人口变化图示

索姆耶夫尔于2022年1月1日时的人口数量为112人。